# Stachytarpheta mutabilis
Stachytarpheta mutabilis là một loài thực vật có hoa trong họ Cỏ roi ngựa. Loài này được (Jacq.) Vahl miêu tả khoa học đầu tiên năm 1804.